# Colombophiloscia cavernicola
Colombophiloscia cavernicola är en kräftdjursart som beskrevs av Schultz 1977. Colombophiloscia cavernicola ingår i släktet Colombophiloscia och familjen Philosciidae. Inga underarter finns listade i Catalogue of Life.